# Symbian
Symbian е операционна система за интелигентни клетъчни телефони, разработена от Nokia, отчасти базирана на отворен код, предназначена за мобилни устройства. Системата поддържа платформи x86 и ARM.
На 24 юни 2008 година компаниите Nokia, Sony Ericsson, Motorola и NTT DOCOMO официално заявяват сливането на различните платформи в обща. Заедно с AT&T, LG Electronics, Samsung Electronics, STMicroelectronics, Texas Instruments и Vodafone създават некомерсиална организация – Symbian Foundation. Nokia анонсира покупката на всички дялове на Symbian Ltd. и се ангажира да предоставя изходните кодове на Symbian Foundation .

## Технически детайли
Архитектурата на Symbian се основава на едно микроядро, което се занимава само с предпазването на паметта и посредничеството на съобщенията между активните процеси. Останалата функционалност се осъществява с помощта на сървърни процеси, които биват използвани асинхронно с изпращането на съобщения към тях, а не както е традиционно чрез системни извиквания.
Symbian OS е написана на С++, но не използва неговите стандартни библиотеки, а прилага собствени, които са проектирани от самото си начало да използват по-малко памет (и съответно по-малка консумация на енергия от устройството, работещо под операционната система). Тези библиотеки са донякъде от по-ниско ниво от стандартните на езика, което прави употребата им по-трудна и забавя програмирането на вградени приложения за операционната система.
Съществуват няколко модификации:
- UIQ – явява се основна за моделите на Sony Ericsson и Motorola. UIQ се отличва с поддръжка на устройства със сензорен екран. От ноември 2006 е собственост на Sony Ericsson. В края на 2008 година разработката е прекратена[2].
- Series 60 – основна платформа за смартфоните на Nokia, също така лицензирана и от Samsung, Siemens и LG.
- Series 80 – платформа, ползвана само от Nokia, за устройства с пълноразмерна клавиатура. Употребата ѝ е преустановена и е заместена от Series 60.
- FOMA – разпространена в Япония.

## История
- 1998 – основаване на Symbian
- 1999 – Symbian и NTT DoCoMo подписват споразумение за научни изследвания и разработка на смартфони за Япония
- 2000 – Първият телефон със дисплей, чувствителен на допир Ericsson R380 със Symbian OS v5
- 2001 – Първият отворен Symbian смартфон – Nokia 9210 Комуникатор и първият GPRS смартфон с камера – Nokia 7650
- 2002 – Symbian отваря изходния си код за софтуерни и хардуерни разработчици на 3-ти страни
- 2003 – Symbian смартфоните започват да поддържат мобилни разплащания в Япония
- 2004 – Symbian е избран от NTT DoCoMo за софтуерната платформа 3G FOMA апарати
- 2005 – Symbian OS v9 поддържа процесори с едно ядро, WebCore и JavaScriptCore компонентите на Safari браузъра на Apple
- 2006 – продадени са 100 милиона смартфона
- 2007 – Symbian обявява новите технологии за бъдещето на смартфоните FreeWay, ScreenPlay и Symmetric Multi Processing (SMP Симетрична многозадачна обработка)
- 2008 – Основава се Symbian Foundation
- 2010 – Системата вече е с напълно отворен код, вече не се говори за отделни версии на операционната система, а от Symbian^3 тя ще еволюира с постоянни ъпдейти
- 2010 – Samsung и Sony Ericsson спират да предлагат смартфони с мобилна операционна система Symbian [3][4]
- 2011 – Nokia обявява промяна в стратегията си по отношение на Symbian – използването ѝ за следващите 2 години ще бъде постепенно ограничено за телефоните от по-евтиния пазарен сегмент, а при останалите ще бъде заместена от мобилната операционна система Windows Phone 8 на Microsoft.
- 2014 – Nokia официално спира поддръжката на Symbian. Nokia произвежда телефони с Windows Phone 8.

## Позициониране на пазара
- От формирането на Симбиан до третата четвърт на 2007 година са доставени 165 милиона смартфона [5]
- 2.5 милиона разработчика пишат софтуер за Симбиан
- До октомври 2009 Symbian заема 46,2% от пазара на смартфони и е най-разпространената мобилна операционна система в света [6]